# ゴルゴ・アル・モンティカーノ
ゴルゴ・アル・モンティカーノ（伊: Gorgo al Monticano）は、イタリア共和国ヴェネト州トレヴィーゾ県にある、人口約4,000人の基礎自治体（コムーネ）。

## 地理

### 位置・広がり

#### 隣接コムーネ
隣接するコムーネは以下の通り。括弧内のPNはポルデノーネ県所属を示す。
- キアラーノ
- マンスエ
- メドゥーナ・ディ・リヴェンツァ
- モッタ・ディ・リヴェンツァ
- オデルツォ
- パジアーノ・ディ・ポルデノーネ (PN)

### 気候分類・地震分類
気候分類では、zona E, 2354 GGに分類される。
また、イタリアの地震リスク階級 (it) では、zona 3 (sismicità bassa) に分類される。